# Iwamizawa

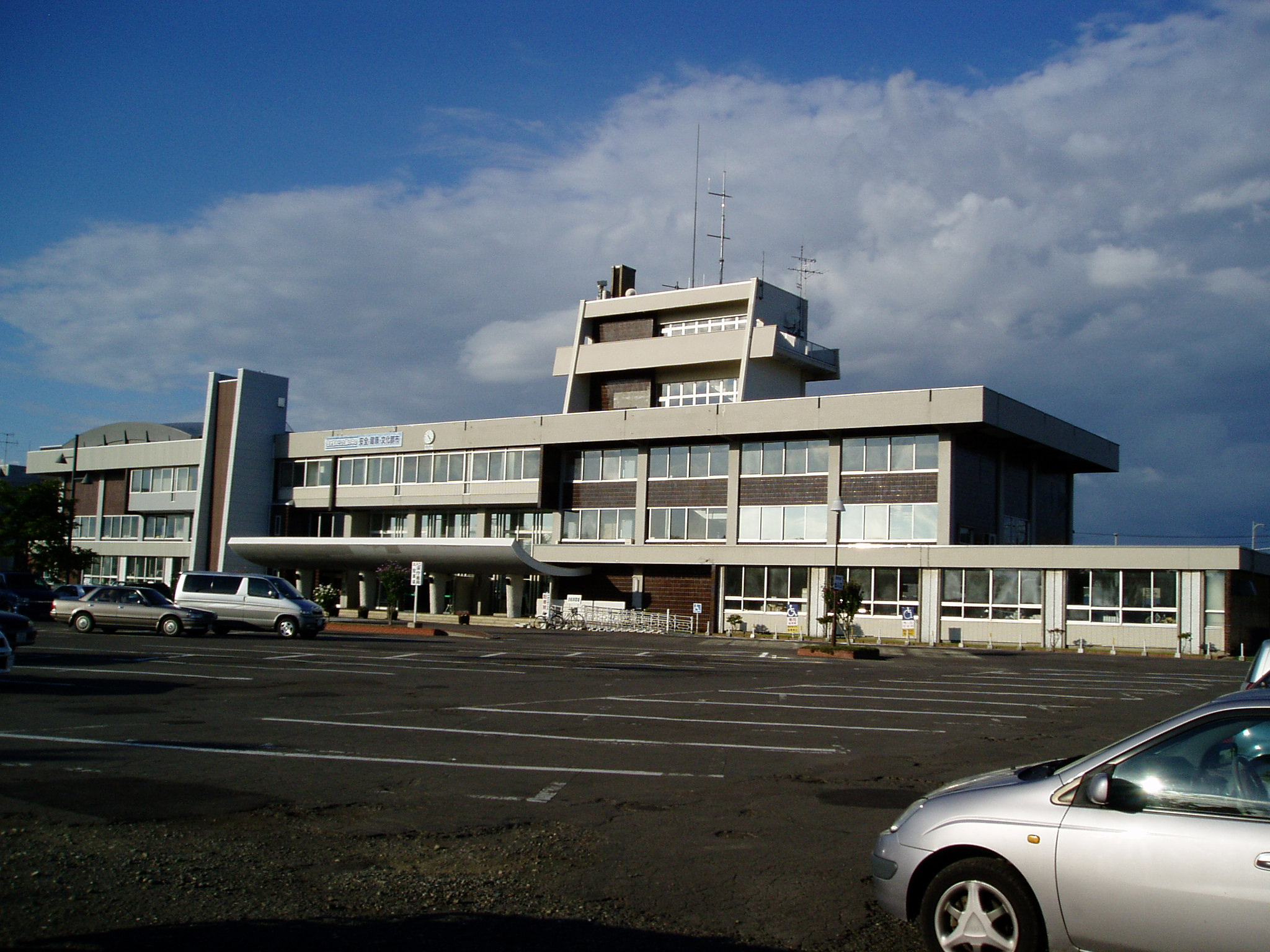
Rathaus von Iwamizawa

Iwamizawa (jap. 岩見沢市, -shi) ist eine Stadt und Verwaltungssitz der Unterpräfektur Sorachi auf der japanischen Insel Hokkaidō.

## Geographie
Iwamizawa liegt südwestlich von Asahikawa und nordöstlich von Sapporo.

## Geschichte
Die Stadt besteht seit dem 1. April 1943.

## Verkehr
Der Bahnhof Iwamizawa befindet sich an der Hakodate-Hauptlinie zwischen Sapporo und Asahikawa, der wichtigsten Bahnstrecke der Insel. Von hier zweigt die Muroran-Hauptlinie in Richtung Muroran ab. Das Bahnhofsgebäude, ein Neubau aus dem Jahr 2007, gilt als architektonische Meisterleistung und wurde mit zahlreichen Preisen ausgezeichnet.
Iwamizawa ist über die Dōō-Autobahn erreichbar, ebenso über die Nationalstraße 12 und die Nationalstraßen 234.

## Persönlichkeiten
- Saeko Himuro (1957–2008), Schriftstellerin
- Hiroaki Watanabe (* 1991), Skispringer
- Momo Tamaoki (* 1994), Judoka
- Shunta Awaka (* 1995), Fußballspieler

## Städtepartnerschaften
- Pocatello (Vereinigte Staaten)

## Angrenzende Städte und Gemeinden
- Yubari
- Mikasa (Hokkaidō)
- Bibai
- Ebetsu